# Flèche brabançonne 2012
La 52e édition de la Flèche brabançonne a eu lieu le 11 avril 2012. Elle a été remportée en solitaire par le Français Thomas Voeckler (Europcar) devant le triple vainqueur de l'épreuve, l'Espagnol Óscar Freire (Katusha) et le Belge Pieter Serry (Topsport Vlaanderen-Mercator).
L'épreuve fait partie de l'UCI Europe Tour 2012 en catégorie 1.HC.

## Présentation

### Équipes
Classé en catégorie 1.HC de l'UCI Europe Tour, la Flèche brabançonne est par conséquent ouverte aux UCI ProTeams dans la limite de 70 % des équipes participantes, aux équipes continentales professionnelles, aux équipes continentales belges et à une équipe nationale belge.
23 équipes participent à cette Flèche brabançonne : 10 ProTeams et 13 équipes continentales professionnelles :
| Nom de l'équipe         | Pays       | Code |
| ----------------------- | ---------- | ---- |
| BMC Racing              | États-Unis | BMC  |
| Garmin-Barracuda        | États-Unis | GRM  |
| Katusha                 | Russie     | KAT  |
| Liquigas-Cannondale     | Italie     | LIQ  |
| Lotto-Belisol           | Belgique   | LTB  |
| Omega Pharma-Quick Step | Belgique   | OPQ  |
| Rabobank                | Pays-Bas   | RAB  |
| RadioShack-Nissan       | Luxembourg | RNT  |
| Saxo Bank               | Danemark   | SAX  |
| Vacansoleil-DCM         | Pays-Bas   | VCD  |

| Nom de l'équipe               | Pays        | Code |
| ----------------------------- | ----------- | ---- |
| Accent Jobs-Willems Veranda's | Belgique    | ACC  |
| Andalucía                     | Espagne     | ACG  |
| Argos-Shimano                 | Pays-Bas    | ARG  |
| Champion System               | Chine       | CSS  |
| Colombia-Coldeportes          | Colombie    | COL  |
| Europcar                      | France      | EUC  |
| Farnese Vini-Selle Italia     | Royaume-Uni | FAR  |
| Landbouwkrediet-Euphony       | Belgique    | LAN  |
| NetApp                        | Allemagne   | APP  |
| RusVelo                       | Russie      | RVL  |
| SpiderTech-C10                | Canada      | SPI  |
| Topsport Vlaanderen-Mercator  | Belgique    | TSV  |
| UnitedHealthcare              | États-Unis  | UHC  |

## Classement final
|    | Coureur           | Pays       | Équipe                       |    | Temps           |
| -- | ----------------- | ---------- | ---------------------------- | -- | --------------- |
| 1  | Thomas Voeckler   | France     | Europcar                     | en | 4 h 49 min 07 s |
| 2  | Óscar Freire      | Espagne    | Katusha                      | +  | 1 min 11 s      |
| 3  | Pieter Serry      | Belgique   | Topsport Vlaanderen-Mercator |    | 1 min 11 s      |
| 4  | Fabio Duarte      | Colombie   | Colombia-Coldeportes         |    | 1 min 14 s      |
| 5  | Greg Van Avermaet | Belgique   | BMC Racing                   |    | 1 min 17 s      |
| 6  | Alex Howes        | États-Unis | Garmin-Barracuda             |    | 1 min 17 s      |
| 7  | Jelle Vanendert   | Belgique   | Lotto-Belisol                |    | 1 min 17 s      |
| 8  | Dries Devenyns    | Belgique   | Omega Pharma-Quick Step      |    | 1 min 17 s      |
| 9  | Laurens ten Dam   | Pays-Bas   | Rabobank                     |    | 1 min 27 s      |
| 10 | Michael Matthews  | Australie  | Rabobank                     |    | 1 min 54 s      |

## Liste des participants
- Liste de départ complète